# Mercury Phoenix Trust
«Mercury Phoenix Trust» — це благодійна організація, яка бореться з ВІЛ/СНІДом у всьому світі.

## Історія
Після смерті вокаліста «Queen» Фредді Мерк'юрі від бронхіальної пневмонії, у Лондоні в 1991 році, решта учасників гурту та Джим Біч, їхній менеджер, організували концерт на честь Фредді Мерк'юрі для поширення інформації про СНІД, кошти від якого були використані для запуску Mercury Phoenix Trust. Відтоді і станом на лютий 2023 року організація активно працює.
Нинішні довірені особи: Браян Мей, Роджер Меддоуз-Тейлор, Джим Біч і колишня наречена Мерк'юрі Мері Остін.

## Співпраця з Україною
У 2008 році, разом у співпраці з фондом «АнтиСНІД» організували концерт гурту «Queen» у Харкові. Його метою було інформування людей та, зокрема, молоді про проблему розповсюдження СНІДу та про боротьбу з ним.